# 마에카와 유타카
마에카와 유타카(일본어: 前川裕, 1951년 4월 28일 ~ )는 일본의 추리 소설가이다. 히토쓰바시 대학 법학과, 도쿄 대학 인문학 대학원을 졸업했다. 2011년 《크리피》로 제15회 일본 미스터리 문학 대상 신인상을 수상하였고, 이듬해 데뷔하였다. 현재 호세이 대학에서 교수로 재직중이다.

## 저작
| 연도 | 제목                  | 원제                  | 비고                          |
| ---- | --------------------- | --------------------- | ----------------------------- |
| 2012 | 크리피                | クリーピー            | 창해에서 이선희 번역으로 출간 |
| 2013 | 애트로시티            | アトロシティー        |                               |
| 2014 |                       | 酷 ハーシュ           |                               |
| 2014 | 어패리션              | アパリション          |                               |
| 2015 | 시체가 켜켜이 쌓인 밤 | 死屍累々の夜          | 창해에서 이선희 번역으로 출간 |
| 2015 | 인 더 다크            | イン・ザ・ダーク      |                               |
| 2016 | 크리피 스크리치       | クリーピー スクリーチ | 창해에서 이선희 번역으로 출간 |